# Jack Welch
John Francis "Jack" Welch, Jr. (født 19. november 1935, død 1. marts 2020) var formand og AD for of General Electric mellem 1981 og 2001. Welch opnåede et solidt ry for en mystisk erhversarbejdsmetode og sine enestående lederskabsstrategier hos GE. Han var en højt anset person i erhvervslivet på grund af sine innovative strategier for forvaltning og ledelsesstil.